# Ashworth Hospital
El Hospital Ashworth es un hospital psiquiátrico de alta seguridad en Maghull, Merseyside (Inglaterra), administrado por el NHS. Es uno de los tres hospitales de seguridad máxima en Inglaterra y Gales, junto con Broadmoor y Rampton.

## Historia
El hospital se originó en 1989 de la fusión del Moss Side Hospital (fundado en 1878 como hogar para niños) y el Park Lane Hospital, creado en 1974 para aliviar el hacinamiento en Broadmoor.
En 1992, el Informe Blom-Cooper reveló abusos sistemáticos, incluyendo el uso de una cabeza de cerdo para intimidar pacientes. La Investigación Fallon (1999) expuso fallos críticos en seguridad, resultando en la elevación de los protocolos a niveles equivalentes a prisiones de categoría B.

## Organización y servicios
El hospital cuenta con 14 salas y ofrece terapias farmacológicas y psicológicas. La seguridad incluye muros perimetrales y vigilancia 24/7.

### Controversias
- Uso prolongado de aislamiento: Criticado en 2016 por el Comité Europeo para la Prevención de la Tortura.[7]
- Violencia laboral: 1,200 agresiones anuales reportadas en 2022.[8]

## Pacientes notables
| Nombre      | Notoriedad                                 | Periodo de ingreso |
| ----------- | ------------------------------------------ | ------------------ |
| Ian Brady   | Coautor de los "Asesinatos de los páramos" | 1985-2017          |
| Dale Cregan | Asesino de cuatro personas                 | 2013-actualidad    |

## En la cultura popular
- Documentales: Inside Ashworth (BBC, 2013)[6].